# Uovo rete di diamanti
L'Uovo rete di diamanti è una delle uova imperiali Fabergé: un uovo di Pasqua gioiello che il penultimo Zar di Russia, Alessandro III, donò nel 1892 a sua moglie, la Zarina Marija Fëdorovna Romanova.
Fu fabbricato a San Pietroburgo sotto la supervisione di August Holmström, per conto del gioielliere russo Peter Carl Fabergé, della Fabergè che, il 7 aprile 1892, emise fattura per 4.750 rubli, tuttora conservata nell'Archivio di stato russo.

## Proprietari
Nel 1917, durante la Rivoluzione russa, l'uovo fu confiscato dal Governo provvisorio come molti altri tesori imperiali;
nel 1920, probabilmente, fu venduto da funzionari dell'Antikvariat a Michel Norman, rappresentante della  Australian Pearl Company, con sede a Parigi.
In seguito fu acquistato da Emmanuel Snowman della galleria Wartski di Londra.
Nell'ottobre 1929 è stato venduto ad un britannico, il signor T. B. Kitson.
Nel 1960 è stato aggiudicato ad un'asta da Sotheby's di Londra. 
Dal 1962 al 1977 l'uovo ha fatto parte di una collezione privata nel Regno Unito e, dal 1983, di un'altra a Londra.
Attualmente è esposto nello Houston Museum of Natural Science con la Arthur and Dorothy McFerrin Foundation Collection.

## Descrizione

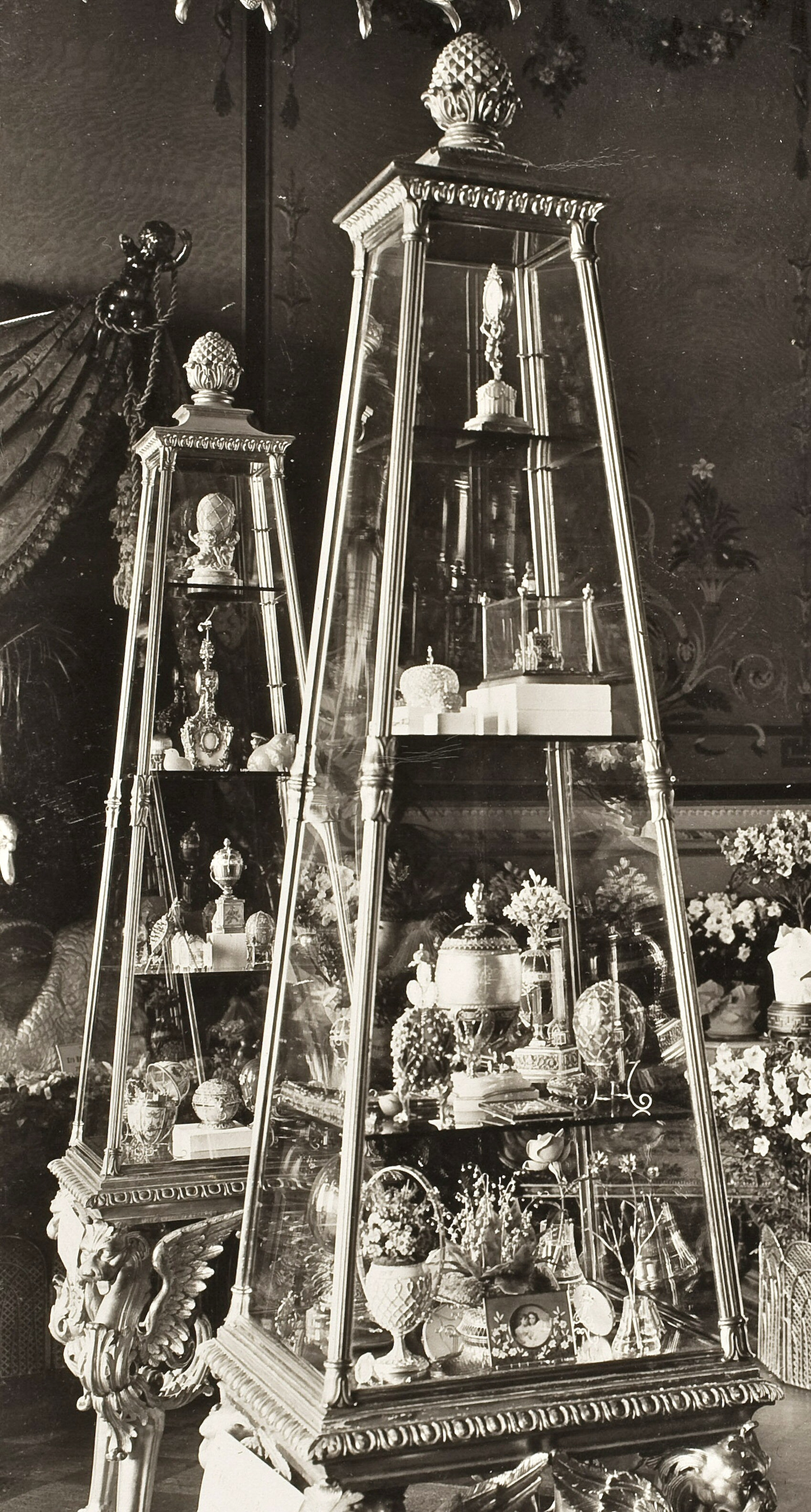
Le vetrine piramidali con le uova imperiali Fabergé, in mostra nel marzo 1902 nella Von Dervis Mansion, a San Pietroburgo.

L'uovo è fatto di giadeite, diamanti taglio rosetta, oro, argento e raso.
È scolpito in giadeite traslucida verde pallido. Alle estremità superiore e inferiore sono posti due grandi diamanti dai quali promanano sedici bande ondulate di argento e oro tempestate di diamanti taglio rosetta, che si incrociano formando losanghe e racchiudendo l'uovo in un reticolo.
Nell'interno dell'uovo, rivestito di raso, vi è lo spazio per la sorpresa e per la chiavetta che serviva a darle la carica.
La cerniera e il bordo interno sono d'oro; l'uovo è marcato all'interno.

### Sorpresa
La sorpresa è fatta d'avorio, oro, smalto, diamanti taglio rosetta e brillanti.
Consiste in un piccolo elefante d'avorio ad orologeria, in parte smaltato, con un mahout nero seduto sulla testa e una torretta d'oro.
Sui fianchi sono poste due croci d'oro, ciascuna con cinque pietre preziose bianche, lo stesso tipo di pietre decorano la fronte dell'elefante.
Le zanne, la proboscide, il dorso e i finimenti sono tempestati di piccoli diamanti taglio rosetta.
È uguale al simbolo dell'antico Ordine dell'Elefante della Danimarca, patria di Marija Fëdorovna.
Questo elefantino fu il primo automa ad orologeria realizzato nei laboratori Fabergé e fu replicato per l'Uovo pigna del 1900.
Per lungo tempo perduto, nell'ottobre del 2015 è stato ritrovato tra gli oggetti della collezione del Royal Collection Trust.

### Supporto
Esisteva anche un supporto, anch'esso perduto, costituito da una base rotonda di pietra verde pallido con sopra tre putti d'argento che sorreggevano l'uovo e che, si ritiene, rappresentavano i tre figli della coppia imperiale: i granduchi Nicola, Giorgio e Michele.
Esiste una vecchia foto dell'uovo sul suo supporto.